# Ivan Fiodorovitch Mitchourine
Pour les articles homonymes, voir Mitchourine.
Ivan Fiodorovitch Mitchourine (en russe : Мичурин, Иван Фёдорович ; 1700-1763) est un architecte russe qui a travaillé dans le style baroque russe, surtout à Moscou.

## Biographie
Il naît dans le gouvernement de Kostroma, dans une famille de propriétaires fonciers peu fortunés. De 1718 à 1720, il étudie à Saint-Pétersbourg à l'académie navale. De 1723 à 1729, en qualité de pensionnaire invité par Pierre Ier le Grand il poursuit sa formation aux Pays-Bas, la complétant par une formation d'ingénieur et d'architecte.
Après l'incendie de 1737 à Moscou, il dirige la restauration de presque toutes les églises et bâtiments officiels et en particulier de la tour Nikolas (ru) du Kremlin de Moscou et encore de la cathédrale Saint-Basile-le-Bienheureux de Moscou. On lui doit encore des projets de clochers à plusieurs étages garnis de colonnes des différents ordres architecturaux comme celui de l'église Paraskeva (ru) de la rue Piatnitskaïa (ru), détruite dans les années 1930).
Mitchourine dirigea la construction du palais Mariinsky (Kiev) et de l'église Saint-André, construits sur base de plans de Bartolomeo Rastrelli.
De 1749 à 1758, il s'occupe de la construction de la cathédrale du monastère Svenski. Il dirige les travaux de construction de l'église de la Sainte-Trinité dans la rue Arbat à Moscou (elle n'existe plus), et, encore à Moscou : du monastère Chrysostome (en) (détruit en 1933).
En 1744, Élisabeth Ire confère son titre officiel à la laure de la Trinité-Saint-Serge près de Moscou et elle fait construire un clocher de style baroque, qui avec ses 88 mètres de hauteur, sera le plus élevé de son époque. Les architectes en sont Ivan Mitchourine et Dmitri Oukhtomski.

## Production graphique
En 1742, en l'honneur du couronnement d'Élisabeth Ire à Moscou, furent édifiés divers bâtiments de style « arc de triomphe. » Les dessins et plans d'Ivan Mitchourine, qui les représentent, sont repris dans l'album officiel du couronnement de l'impératrice :

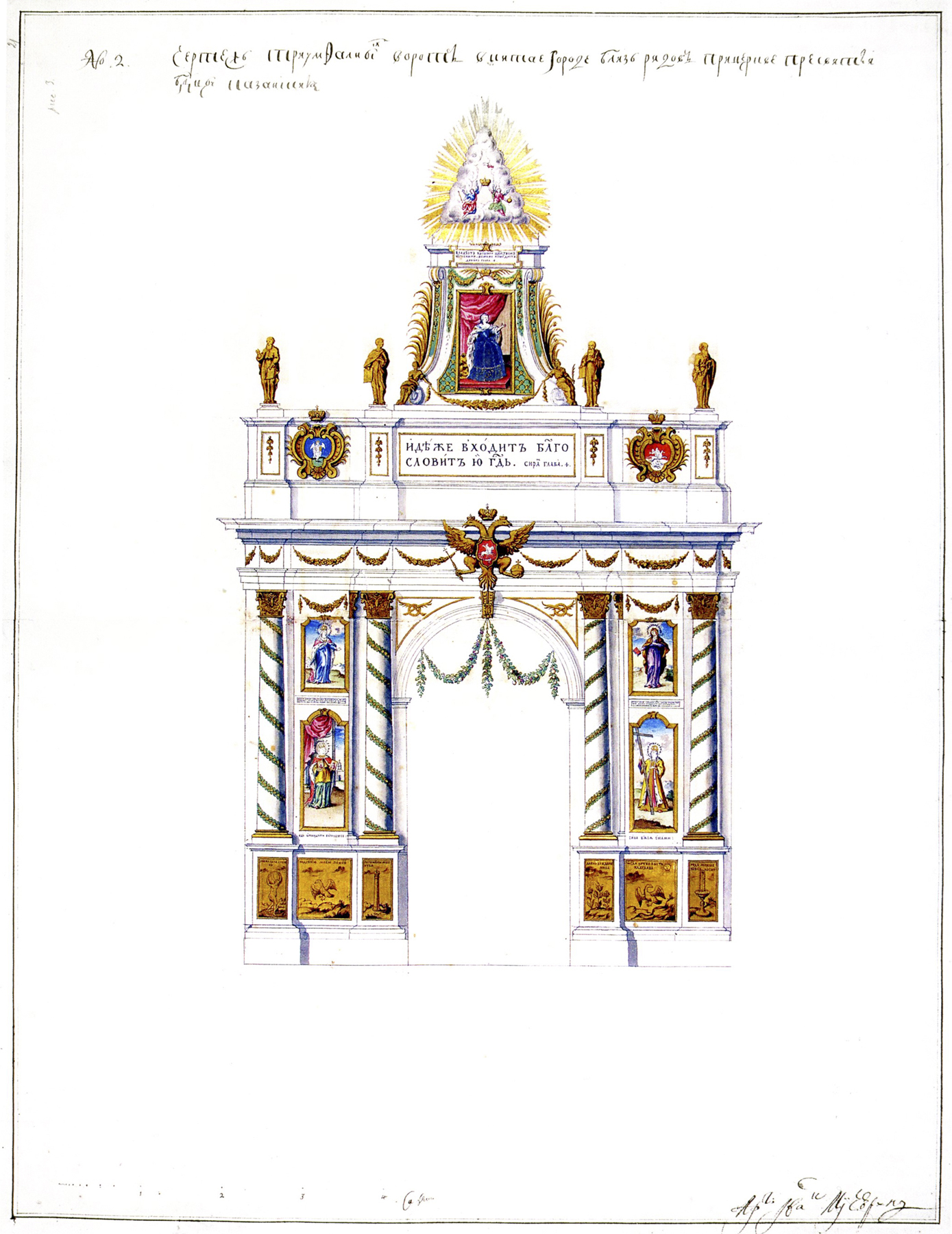
Cathédrale Notre-Dame-de-Kazan de Moscou
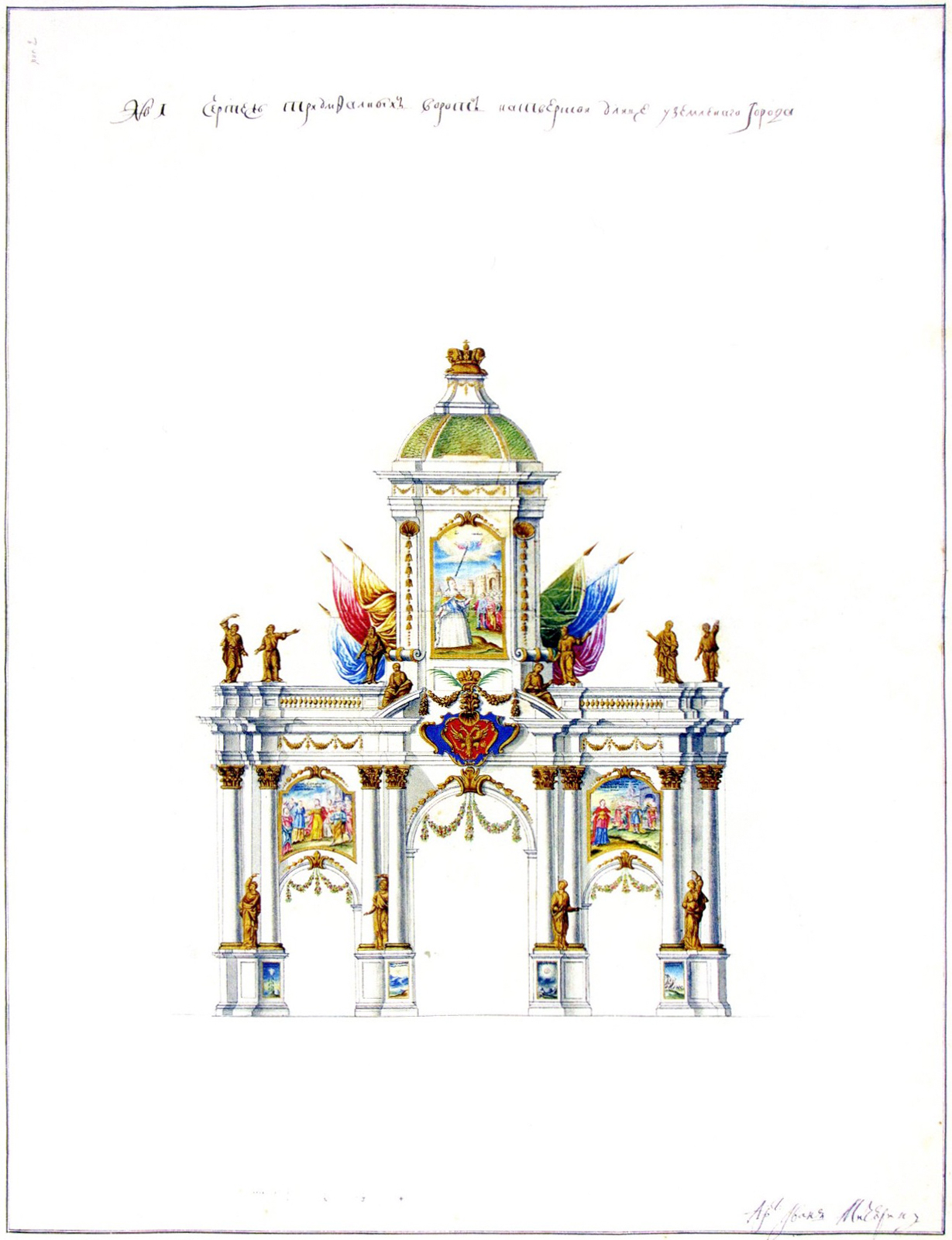
Porte triomphale de Zemlyanoy Gorod
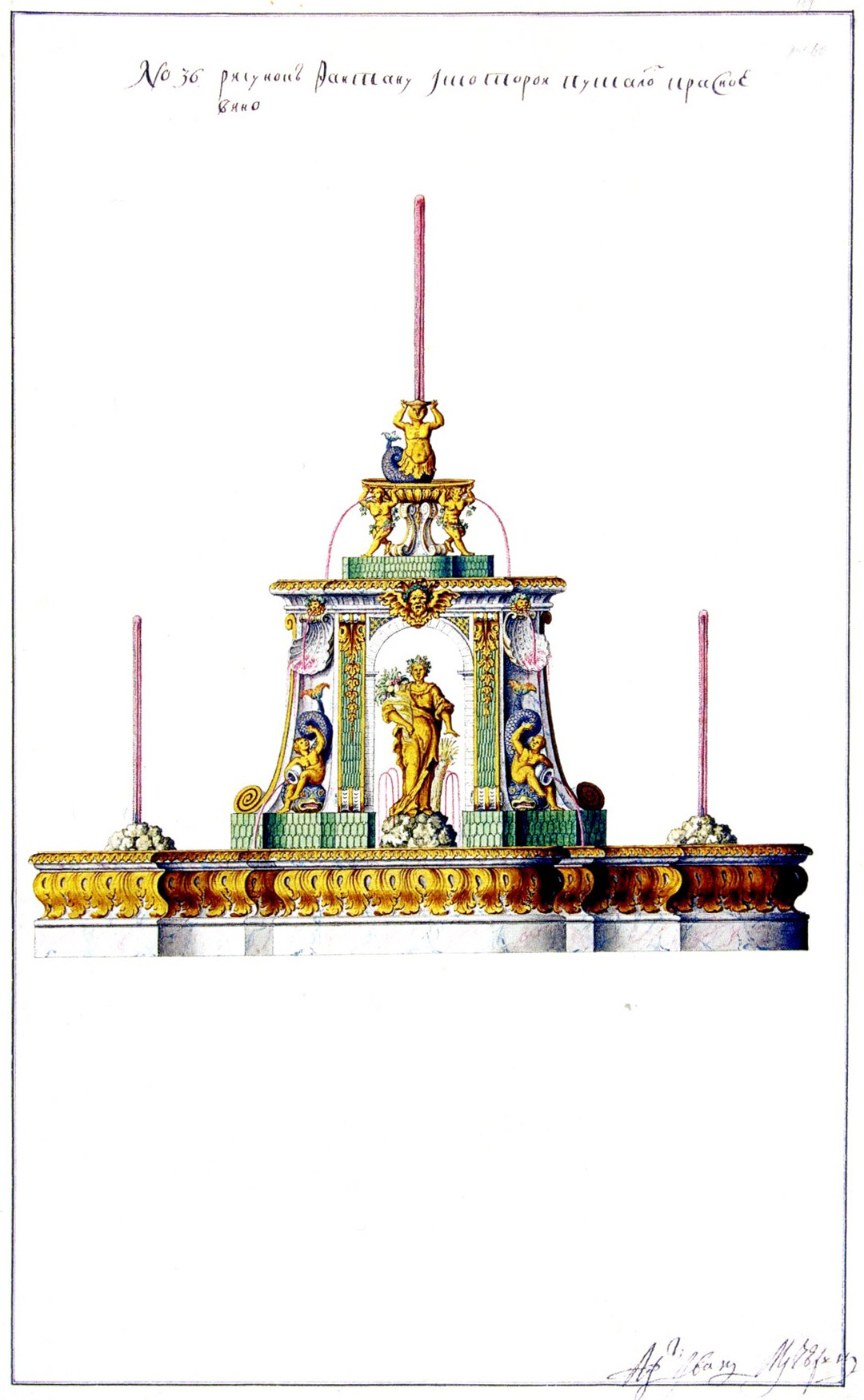
Plan d'une fontaine au vin rouge

En 1739, Mitchourine établit des « Plans de la ville de Moscou, capitale impériale ».

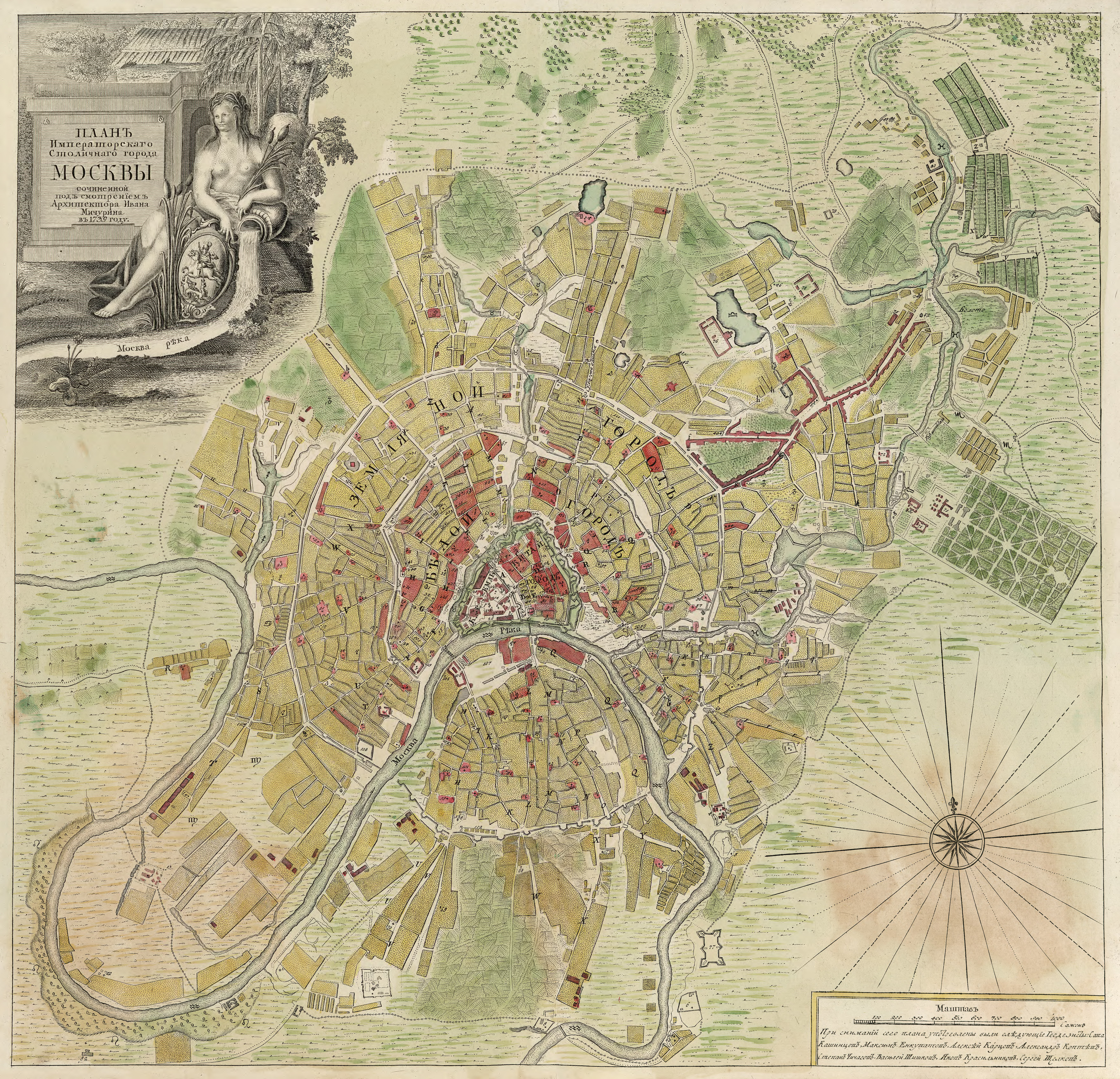
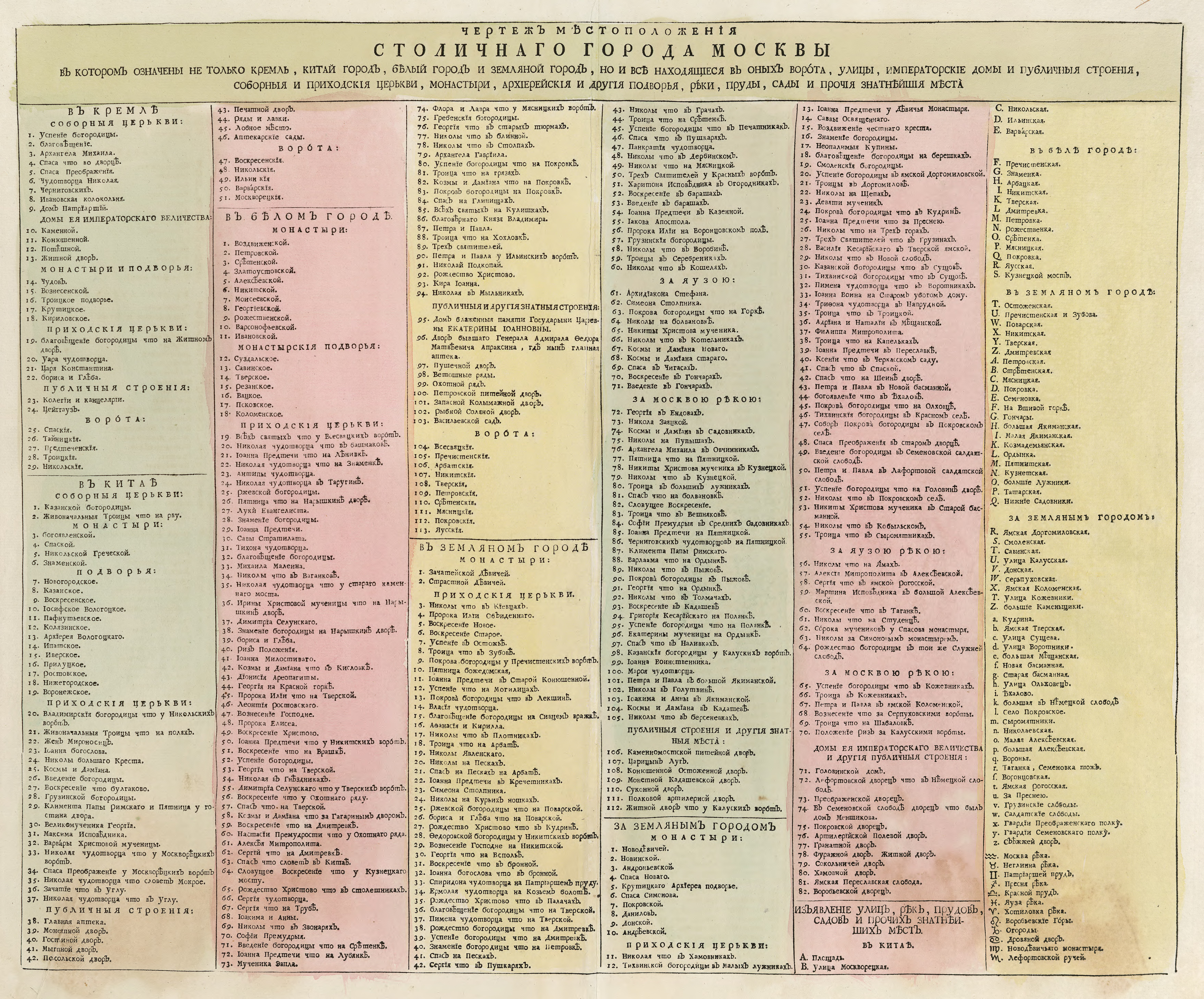

## Sources
- (ru) Ivan Mitchourine dans l'encyclopédie « Moscou »Мичурин Иван Фёдорович в энциклопедии «Москва»